# Municipio de Gortina
Gortina (en griego, Γόρτυν, Γόρτυς o Γόρτυνα; en latín, Gortyn o Gortyna) es un municipio de la isla griega de Creta, a 45 km al sur de la capital, Heraclión. En 2011 la población del municipio era de 15 632 habitantes mientras la unidad municipal del mismo nombre tenía 4716. También es un yacimiento arqueológico donde se conservan numerosas ruinas, entre las que destacan unas placas con la inscripción de unas leyes, escritas en dialecto dórico, conocidas como leyes de Gortina.

## Historia
Gortina fue una ciudad importante en la Antigüedad. La cita Homero en el Catálogo de las naves de la Ilíada que la define como amurallada. Esteban de Bizancio dice que originalmente se llamó Larisa y Cremnia o Kremnia. La ciudad estaba en una llanura regada por el río Leteo, y al este de Festo; estaba un poco alejada de la costa, (a 90 estadios, según Estrabón) donde tenía dos puertos: Lebén y Mátalo.

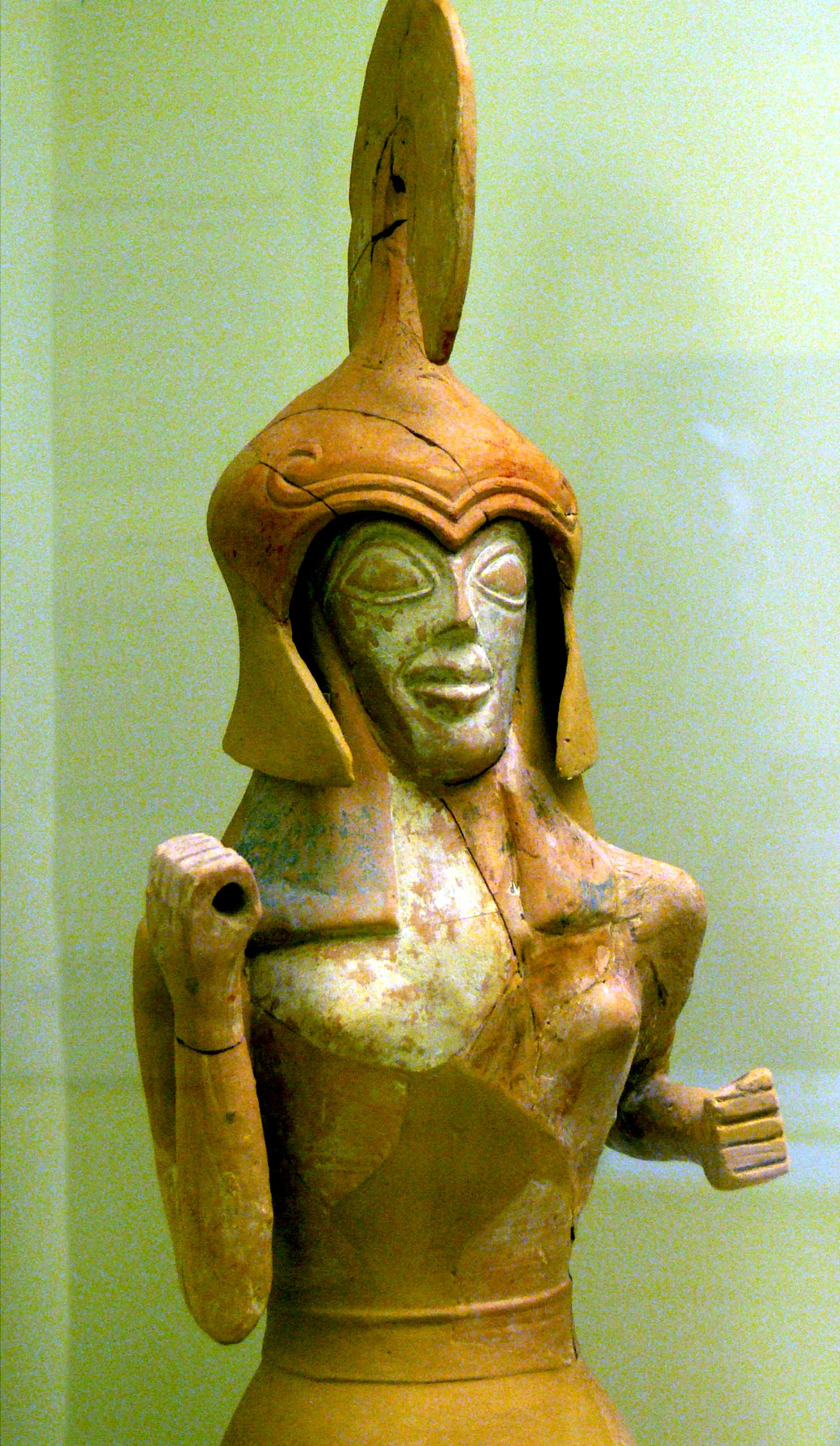
Estatua de Atenea.

Gortina fue habitada desde el final del neolítico (hacia el 3000 a. C.), y también lo estuvo en el período minoico, época de la que se han conservado algunos restos en el cercano lugar de Kania.
También se han hallado restos de la época arcaica (siglo VII a. C.) en el área de la acrópolis, así como una extensa inscripción conocida como el código o las leyes de Gortina (siglo V a. C.)
Según indica Estrabón, Gortina y Cnosos se disputaron la hegemonía de Creta, y las dos ciudades se enfrentaron frecuentemente. En esos enfrentamientos normalmente el apoyo de Cidonia hacia uno de los dos bandos resultaba decisivo para el resultado de la contienda. Tucídides menciona que durante la guerra del Peloponeso Gortina tenía un próxeno en Atenas, que asesoró a los atenienses para que atacaran Cidonia.
En una época indeterminada perdió sus murallas y permaneció sin ellas hasta que fue amurallada de nuevo por Ptolomeo IV Filopátor. En 201 a. C. Gortina, que se hallaba en apuros por una guerra, solicitó la ayuda de Filopemen, que había sido estratego de la Liga Aquea, para que comandara sus tropas. En 197 a. C. 500 ciudadanos bajo el mando de Cidante se unieron al cónsul romano Tito Quincio Flaminino en Tesalia.
A mitad del siglo II a. C. Gortina destruyó la vecina ciudad de Festo y se anexionó su territorio. En el año 121 a. C., hubo una guerra entre Gortina y Cnosos mientras estaba en Cnosos Dorilao, un estratega de Mitridates V del Ponto. Dorilao comandó las tropas de Cnosos que vencieron a Gortina.
En el siglo I a. C. fue aliada de Roma, y fue capital de la provincia romana de Creta y Cirene y durante los siguientes 500 años disfrutó de prosperidad bajo dominio romano.
Tito (discípulo de san Pablo) introdujo el cristianismo en la ciudad y murió siendo su obispo. Hacia la mitad del siglo III los llamados diez mártires de Creta fueron martirizados cerca de Gortina. Aparece citada en la lista de 22 ciudades de Creta del geógrafo bizantino del siglo VI Hierocles. Gortina existió hasta 824, año en que fue destruida por los árabes.

## Mitología
Se decía que Gortina había tomado su nombre de Gortis, hijo de Radamanto o, en otra tradición, uno de los hijos de Tegeates, el epónimo de la ciudad de Tegea.
En los alrededores de la ciudad estaba la fuente de Sauros. A la orilla del río había otra fuente con un plátano que no perdía la hoja en invierno y a la que la leyenda atribuía haber servido de escenario de la unión de Europa con Zeus, y a la metamorfosis de Zeus que se había convertido en toro para secuestrar a Europa.

## Yacimiento arqueológico

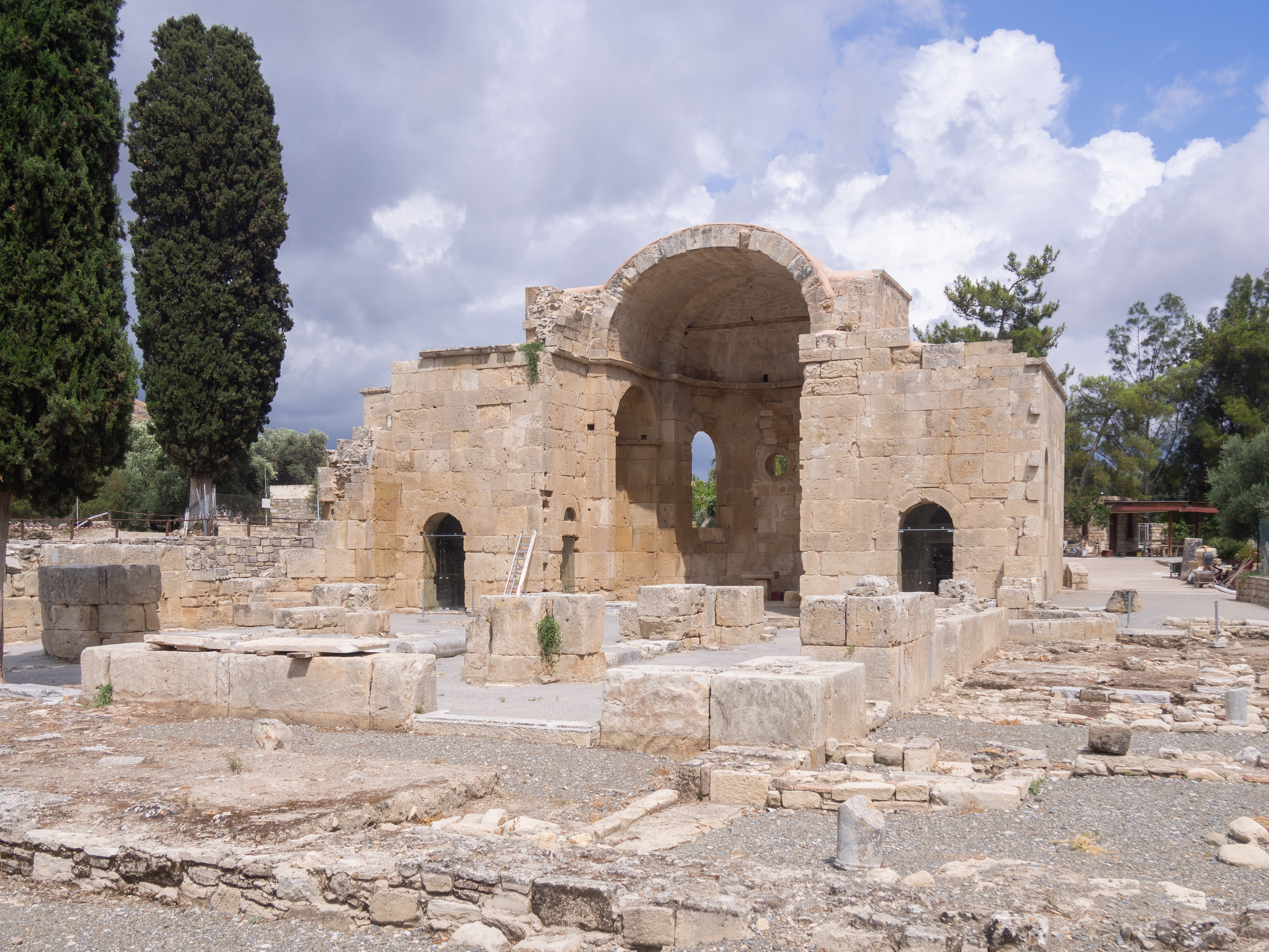
Basílica de San Tito en Gortina.

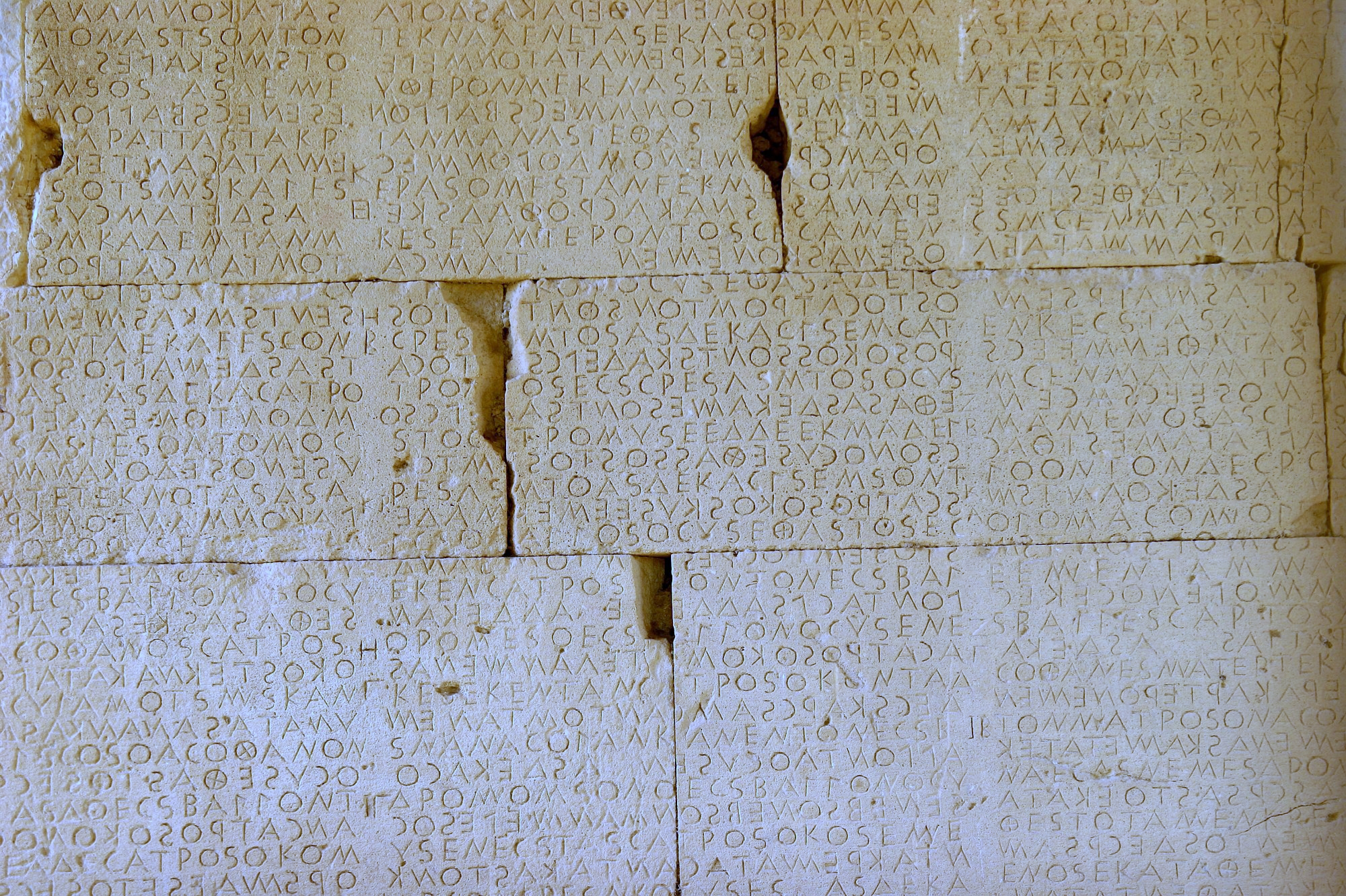
Las Leyes de Gortina.

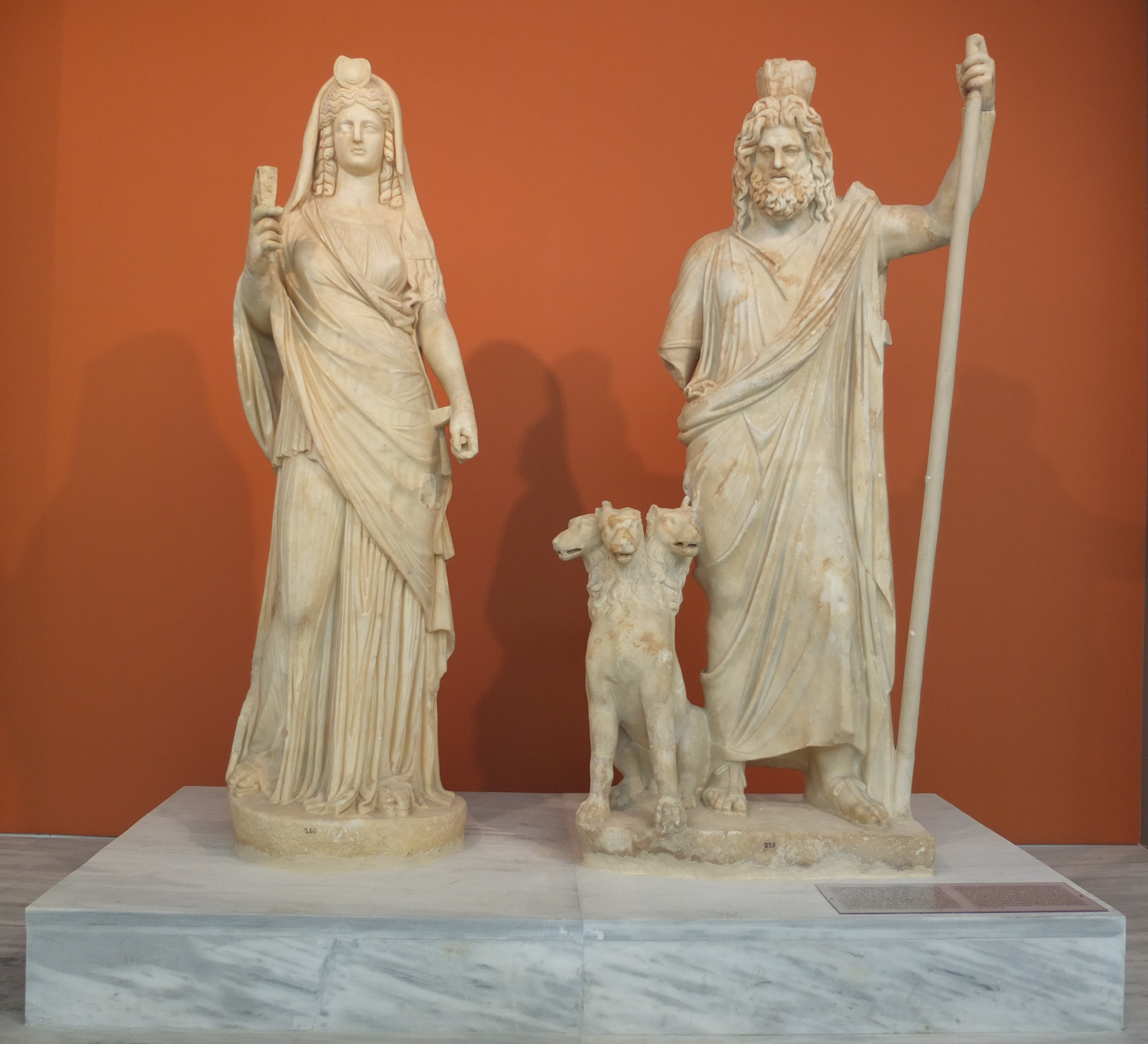
Estatuas de Isis-Perséfone y Cérbero con Zeus-Serapis, halladas en el santuario de los dioses egipcios. 180-

Las ruinas de Gortina han sido descritas por numerosos autores. Están cerca de Agios Deka, donde los santos de Gortina, según la tradición, sufrieron el martirio durante el reinado de Decio. Cerca de la ciudad hay unas cuevas que algunos piensan que podrían ser el famoso laberinto del Minotauro. Hay un buen número de monedas de la ciudad griega y posteriores, del tiempo del dominio romano, desde Augusto hasta Adriano. Las primeras excavaciones fueron hechas por el italiano Federico Halbherr en 1884. 
En el siglo XXI continúan los trabajos de estudio del yacimiento en un área de 2000 m2.

### Restos minoicos de Kania
En el cercano lugar de Kania, se hallan unos restos de época minoica que han sido fechados hacia 1700-1450 a. C. Constan de una serie de habitaciones, entre las cuales algunas servían de almacenaje de productos agrícolas, puesto que se encontraron numerosos recipientes; dos se han identificado como cellas, donde se rendía culto a divinidades, donde fueron halladas diversas estatuillas, y otra habitación servía de sala de preparación.

### Templo de Apolo
Este templo de Apolo era el principal centro religioso de Gortina desde su construcción en el siglo VII a. C. hasta la introducción del cristianismo. Se conservan restos que incluyen inscripciones arcaicas y helenísticas y un pronaos monumental del periodo helenístico. Otros restos pertenecen a la época romana, cuando también se edificó un teatro en el oeste del templo.

### Odeón romano y leyes de Gortina
El hallazgo más importante fue el del código de Gortina, redactado en escritura arcaica bustrofédica, datado en el siglo V a. C., que es la compilación de leyes griegas (derecho privado) más extensa que se conoce, y que se encontraba en el odeón, mandado construir por el emperador Trajano; es una estructura típica de teatro romano del siglo I con dos entradas por el norte y una orquesta semicircular; la pared norte tiene cuatro nichos para estatuas; sólo se han conservado tres hileras de bancos.

### Santuario de dioses egipcios
Un santuario dedicado a Isis, Serapis y Anubis pertenece al siglo I/II.

### Pretorio
El pretorio pertenece al siglo I. Se trata de un conjunto monumental que incluye la residencia del gobernador de la provincia en época romana, unos baños y un templo dedicado al culto de Augusto.

### Basílica de Agios Titos
Se trata de una basílica de tres naves que probablemente fue realizada en dos fases: una primitiva construcción en el siglo VI y una reconstrucción en el siglo X.

### Laberinto de Gortina
Se trata de un conjunto de cuevas donde hay varios kilómetros de túneles con al menos treinta bifurcaciones. Se ha sugerido que podría identificarse con el lugar que la leyenda sitúa como la guarida del Minotauro.